# Воробьёв, Дмитрий Петрович (ботаник)
Дми́трий Петро́вич Воробьёв (1906—1985) — советский ботаник, флорист, систематик, дендролог, геоботаник, исследователь флоры Приморья, первый российский исследователь флоры Курильских островов.

## Биография
В 1929 году окончил лесное отделение агрономического факультета Государственного Дальневосточного университета. В 1930—1932 годах работал научным сотрудником Дальневосточного краевого научно-исследовательского института.
В 1932—1934 годах работал научным сотрудником Дальневосточного филиала АН СССР (ДВФ АН СССР) во Владивостоке. В 1934—1945 годах работал старшим научным сотрудником на Горнотаежной станции АН СССР около Уссурийска (в 1934—1935 годах исполнял обязанности директора).
В 1944 году вернулся во Владивосток и стал работать в отделе ботаники и растениеводства ДВФ АН СССР. В 1946 году в качестве геоботаника принимал участие в Курильской комплексной научно-исследовательской экспедиции.
С 1962 года работал старшим научным сотрудником лаборатории геоботаники и систематики высших растений Биолого-почвенного института ДВФ СО АН СССР. В 1968—1975 годах возглавлял лабораторию систематики высших растений, а после 1975 года и до выхода на пенсию в конце 1980 года работал старшим научным сотрудником этой же лаборатории.

## Научные труды
- Воробьёв Д. П. Определитель весенних растений Приморья. — Владивосток : Примиздат, 1949. — 52 с.
- Воробьёв Д. П. Определитель деревьев и кустарников Приморья и Приамурья. — Благовещенск : Амурское кн. изд-во, 1958. — 184 с.
- Воробьёв Д. П. Растительность Курильских островов / отв. ред. А. И. Толмачев. — М. ; Л. : Изд-во АН СССР, 1963. — 92 с.
- Воробьёв Д. П. Дикорастущие деревья и кустарники Дальнего Востока / отв. ред. Н. Г. Васильев. — Л. : Наука, 1968. — 277 с.
- Воробьёв Д. П. Определитель сосудистых растений окрестностей Владивостока / отв. ред. А. Г. Крылов. — Л. : Наука, 1982. — 253 с.

## Память

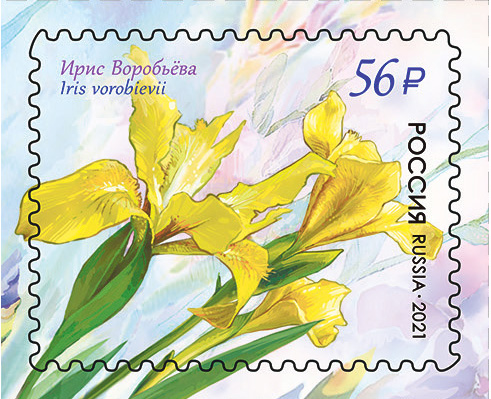
Ирис Воробьёва на почтовой марке России 2021 года из серии «Флора России. Цветы. Ирисы, занесённые в Красную книгу Российской Федерации»

В честь Дмитрия Петровича названа гора Воробьёва на острове Кунашир, а также ряд видов растений:
- Aconitum vorobievii Vorosch. (1963) — Борец Воробьёва
- Carex vorobjevii A.E.Kozhevn. (1987) — Осока Воробьёва
- Corydalis vorobievii Urusov (1990) — Хохлатка Воробьёва
- Festuca vorobievii Prob. (1983) — Овсяница Воробьёва
- Iris vorobievii N.S.Pavlova (1987) — Ирис Воробьёва
- Ligularia vorobievii Vorosch. (1965) — Бузульник Воробьёва
- Poa vorobievii Prob. (1983) — Мятлик Воробьёва
- Potentilla vorobievii Nechaeva & Soják (1983) — Лапчатка Воробьёва
- Salix vorobievii Korkina (1971) — Ива Воробьёва
- Spiraea vorobjevii Tzvelev (2009) — Спирея Воробьёва
- Viola vorobievii Bezd. (2001) — Фиалка Воробьёва